# 尉斯離
尉斯離（?—?），戰國時期秦国的军事人物。
前284年（秦昭襄王二十三年、燕昭王二十八年、齐湣王十七年、赵惠文王十五年、魏昭王十二年、韩僖王十二年），燕国和秦国、赵国、魏国、韩国五国联合伐齐。秦昭襄王和魏昭王在西周、宜阳会盟，秦昭襄王和韩僖王在西周、新城会盟，燕昭王和赵惠文王在邯郸会盟，约定共同出兵伐齐。燕国以乐毅为将，秦国以尉斯離为将，在济西之战大败齐军，攻克临淄。齐湣王出逃，被楚国淖齿所杀。